# Redefiniendo el Inconsciente
Redefiniendo el Inconsciente es un libro escrito por Ricardo Garza González, publicado en mayo de 2024 por Ediciones Urano, en México. La obra explora el impacto del inconsciente en la toma de decisiones y propone una metodología basada en la Desprogramación Evolutiva para transformar patrones de pensamiento y comportamiento. El libro busca ayudar a los lectores a comprender y modificar su programación inconsciente para alcanzar una vida alineada con sus deseos y objetivos conscientes.

## Antecedentes y contexto
El libro surge como resultado de más de 3.000 sesiones terapéuticas realizadas por Ricardo Garza, en las cuales identificó patrones repetitivos en la toma de decisiones humanas relacionados con el inconsciente individual, familiar y colectivo. Basado en sus experiencias como terapeuta y creador de la metodología de Desprogramación Evolutiva, el autor plantea una nueva perspectiva sobre la influencia del inconsciente en la vida cotidiana, apoyándose en disciplinas como la epigenética y la física cuántica.
Entre las influencias teóricas del libro se encuentran los trabajos de Sigmund Freud y Carl Jung, quienes sentaron las bases del estudio del inconsciente, así como los estudios contemporáneos de Bruce Lipton, biólogo especializado en epigenética.

## Sinopsis
El libro parte de la premisa de que el inconsciente humano es una base de datos programada por experiencias propias y heredadas que determinan la percepción de la realidad. Según Garza, esta programación puede generar bloqueos en diversas áreas de la vida, incluyendo la salud, las relaciones personales, la profesión y las finanzas.
El autor plantea que la mayoría de los conflictos personales no se originan en la conciencia, sino en programaciones inconscientes heredadas o adquiridas en la infancia. A través de la metodología de la Desprogramación Evolutiva, el libro propone herramientas para reprogramar el inconsciente y liberar bloqueos emocionales y mentales.
Entre los temas que se abordan en el libro se incluyen:
- El destino y el libre albedrío: Cómo el inconsciente condiciona las elecciones personales.
- El inconsciente individual, familiar y colectivo: Cómo se transmiten patrones de generación en generación.
- Los traumas emocionales y su influencia en la vida cotidiana.
- La somatización: Cómo las emociones     reprimidas pueden manifestarse en el cuerpo a través de enfermedades.
- Los programas inconscientes y bloqueos mentales.
- El mito del perdón y su impacto en la sanación emocional.
- Métodos de reprogramación y liberación emocional.